# Fan EP
Fan EP est le premier EP du groupe Alter Bridge sorti en 2005.

## Liste des chansons
| No | Titre            | Durée |
| -- | ---------------- | ----- |
| 1. | Metalingus       | 4:20  |
| 2. | Watch Your Words | 5:02  |
| 3. | Find the Real    | 4:42  |
| 4. | Open Your Eyes   | 5:52  |